# George Busk
George Busk (12 août 1807, Saint-Pétersbourg - 10 août 1886, Londres) est un chirurgien, zoologiste et paléontologue britannique. 

## Biographie

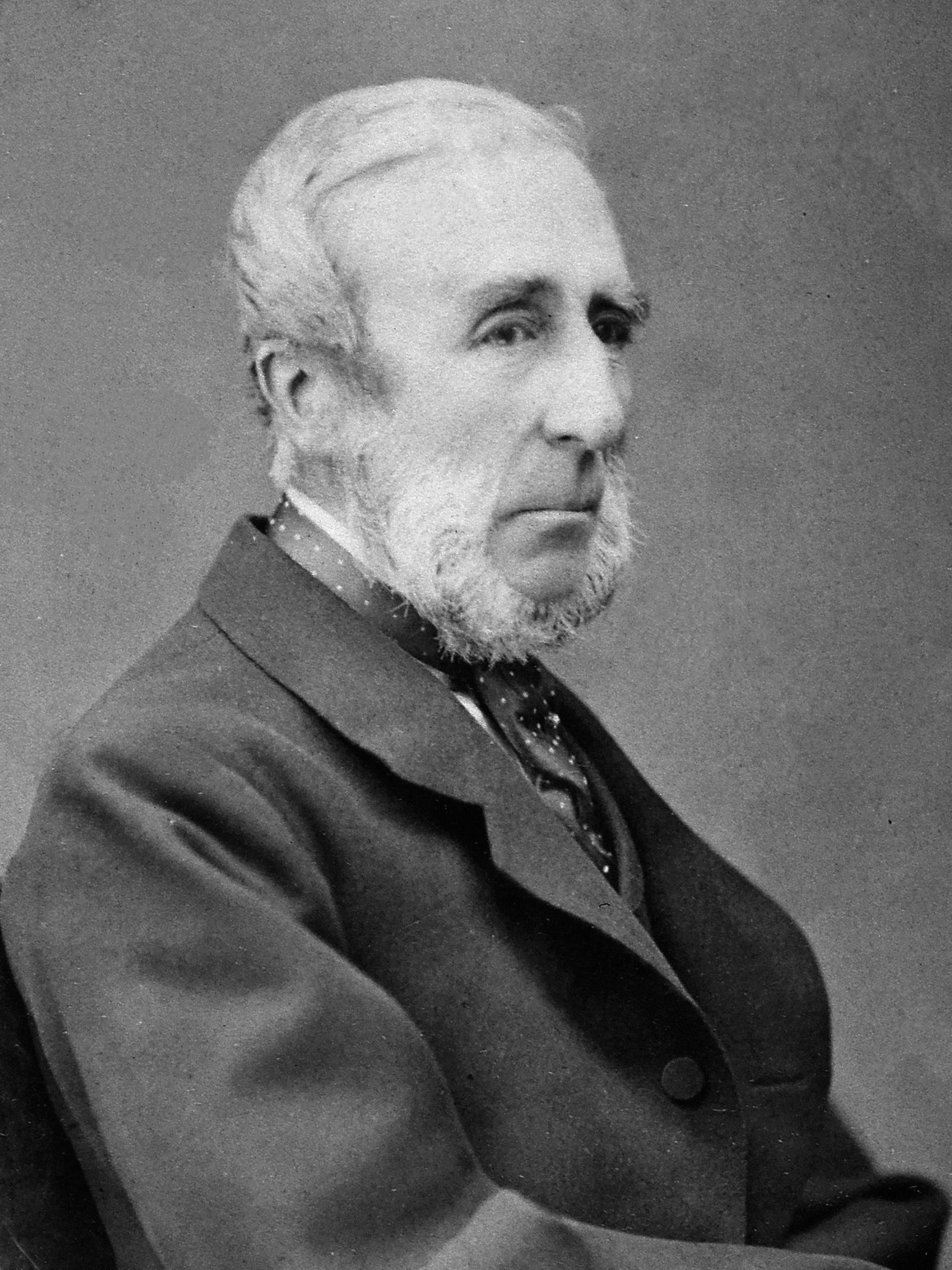
George Busk

Il est le fils de Robert Busk, un marchand de Saint-Pétersbourg. Il étudie la chirurgie à Londres dans les hôpitaux St Thomas et St Bartholomew. Il devient assistant chirurgien à l'hôpital de Greenwich en 1832 puis sert comme chirurgien dans la marine britannique pendant de nombreuses années. Durant cette période il effectue des observations sur le choléra et le scorbut.
En 1855 il se retire du service et s'installe à Londres ou il se consacre principalement à l'étude la zoologie et de la paléontologie. À partir de 1842 il participe à l'édition du Microscopical Journal, au Quarterly Journal of Microscopical Science de 1853 à 1868 et la Natural History Review -- Revue d'histoire naturelle—de 1861 à 1865. De 1856 à 1859 il est professeur d'anatomie comparée et de physiologie au Royal College of Surgeons -- collège royal de chirurgie—dont il devient le président en 1871.
Il est élu membre de la Royal Society en 1850, il est aussi un membre actif de la société linnéenne de Londres, la Geological Society of London et d'autres sociétés savantes. En 1871, il est lauréat de la médaille royale. De 1873 à 1874 il est président de l'Anthropological Institute—l'institut d'anthropologie. La Geological Society lui décerne la médaille Wollaston en 1885 et la médaille Lyell en 1878.
Il devient rapidement une autorité dans les bryozoaires. Plus tard les restes fossiles de vertébrés découverts dans les cavernes ou dans les dépôts provenant de rivières attirent son attention. Il meurt à Londres le 10 août 1886.

## Source
- (en) « George Busk », dans Encyclopædia Britannica [détail de l’édition], 1911 (lire sur Wikisource).